# Zagrody (powiat staszowski)
Zagrody – wieś w Polsce położona w województwie świętokrzyskim, w powiecie staszowskim, w gminie Staszów.
W latach 1975–1998 miejscowość należała administracyjnie do województwa tarnobrzeskiego.

## Dawne części wsi – obiekty fizjograficzne
W latach 70. XX wieku przyporządkowano i opracowano spis lokalnych części integralnych dla Zagród zawarty w tabeli 1.

| Nazwa wsi – miasta   | Nazwy części wsi – miasta | Nazwy obiektów fizjograficznych – charakter obiektu                                                        |
| -------------------- | ------------------------- | --- |
| I. Gromada KUROZWĘKI |                           | |
| 1. Zagrody           | —                         | 1. Rybaczka — pole 2. Sadzawki — pole, pastwisko 3. Za Górą — pole 4. Za Upustem — pole 5. Zamłynie — pole |